# 午後のおしゃべり
『午後のおしゃべり』（ごごのおしゃべり）は、NHK総合テレビジョンで1959年10月6日から1961年3月28日まで放送されたバラエティ番組である。司会はデザイナーの中嶋弘子が務めた。『夢であいましょう』の前身番組である。

## 概要
開始当初はゲストと中嶋のトークが中心であったが、のちに音楽やコントなどを盛り込むようになり、『夢であいましょう』の原型が完成していった。中嶋独特の、体を横に傾けるお辞儀もこの番組ですでに用いられた。
生放送だったため映像はほとんど現存せず、キネコで録画したものを第4回およびフランス・モントルーで行われた“ゴールデンローズ国際テレビ祭”出品のために唯一フィルム撮影された回のわずかに2本が現存するのみである。2本ともNHKアーカイブスの公開ライブラリーで視聴することができる。

## スタッフ
- 作：永六輔、キノトール
- 音楽：宮城秀雄、中村八大
- タイトル：吉村祥
- 演出：末盛憲彦